# 争取新美国革命者联盟
争取新美国革命者联盟（英語：League of Revolutionaries for a New America）是美国的一个共产主义组织。该党成立于1993年。该组织的创始人是Nelson Peery，他曾是美国共产党的成员，后于1958年退党。